# Allona
Allona var en svensk segelbåt, som ritades av Axel Nygren och byggdes på Stockholms Båtbyggeri 1899 i Liljeholmen i Stockholm för Wilhelm Bünsow (1854–1935) i Stockholm.
Allona hade mesanmast. Segelarean omfattade ursprungligen med gaffelrigg 375 m2, efter omriggning till bermudarigg 300. I kajutan fanns sex kojer, i chefshytten och i styrmanshytten vardera fyra kojer, samt tre kojer i skansen.
På Sjöhistoriska museet i Stockholm finns ett skeppsapotek i päronträ, som först funnits i Wilhelm Bünsows segeljakt Vika och senare i Allona. Det donerades senare till Sjöhistoriska museet av en senare ägare till Allona, Bünsows systerson Lennart Norström. Bakom glasdörren är det inrett med fyra ställ med fack för 29 flaskor.
Lennart Norström lånade från 1934 ut Allona till Svenska seglarskolan i Karlskrona.